# Hamilton Academical FC
A Hamilton Academical FC egy 1874-ben alapított skót labdarúgócsapat, melynek székhelye Hamilton-ban található. A klub színei: piros és fehér.

## Sikerlista
- Skót másodosztály:

Aranyérmes (4): 1903–04, 1985–86, 1987–88, 2007–08
Ezüstérmes (4): 1904–05, 1952–53, 1964–65, 2013–14
- Skót kupa:

Ezüstérmes (2): 1996–97, 2003–04
- Scottish Challenge Cup:

Aranyérmes (2): 1991–92, 1992–93
Ezüstérmes (2): 2005–06, 2011-12

## Fordítás
- Ez a szócikk részben vagy egészben  a   Hamilton Academical F.C. című angol Wikipédia-szócikk fordításán alapul.  Az eredeti cikk szerkesztőit annak laptörténete sorolja fel. Ez a jelzés csupán a megfogalmazás eredetét és a szerzői jogokat jelzi, nem szolgál a cikkben szereplő információk forrásmegjelöléseként.